# Torna a 2009. évi nyári európai ifjúsági olimpiai fesztiválon
A 2009. évi nyári európai ifjúsági olimpiai fesztiválon a torna versenyszámait Tamperében rendezték. Nyolc férfi és hat női számban hirdettek győztest.

## Magyar résztvevők
A magyar torna csapatot 6 versenyző alkotta (3 férfi, 3 nő).
A magyar csapat tagjai:
- Babos Ádám
- Divéky Luca Kata
- Kapitány Olivia
- Tóth Levente
- Tóth Renáta
- Vigh Péter

## Összesített éremtáblázat
| A 2009. évi nyári európai ifjúsági olimpiai fesztivál összesített éremtáblázata tornában | A 2009. évi nyári európai ifjúsági olimpiai fesztivál összesített éremtáblázata tornában | A 2009. évi nyári európai ifjúsági olimpiai fesztivál összesített éremtáblázata tornában | A 2009. évi nyári európai ifjúsági olimpiai fesztivál összesített éremtáblázata tornában | A 2009. évi nyári európai ifjúsági olimpiai fesztivál összesített éremtáblázata tornában | Olimpia  |
| ---------------------------------------------------------------------------------------- | ---------------------------------------------------------------------------------------- | ---------------------------------------------------------------------------------------- | ---------------------------------------------------------------------------------------- | ---------------------------------------------------------------------------------------- | -------- |
|                                                                                          | Ország                                                                                   | Arany                                                                                    | Ezüst                                                                                    | Bronz                                                                                    | Összesen |
| 1.                                                                                       | Oroszország                                                                              | 8                                                                                        | 2                                                                                        | 3                                                                                        | 13       |
| 2.                                                                                       | Egyesült Királyság                                                                       | 3                                                                                        | 0                                                                                        | 1                                                                                        | 4        |
| 3.                                                                                       | Románia                                                                                  | 2                                                                                        | 6                                                                                        | 2                                                                                        | 10       |
| 4.                                                                                       | Belgium                                                                                  | 1                                                                                        | 1                                                                                        | 0                                                                                        | 2        |
| 5.                                                                                       | Svájc                                                                                    | 0                                                                                        | 1                                                                                        | 4                                                                                        | 5        |
| 6.                                                                                       | Hollandia                                                                                | 0                                                                                        | 1                                                                                        | 3                                                                                        | 4        |
| 7.                                                                                       | Ukrajna                                                                                  | 0                                                                                        | 1                                                                                        | 1                                                                                        | 2        |
| 8.                                                                                       | Bulgária                                                                                 | 0                                                                                        | 1                                                                                        | 0                                                                                        | 1        |
|                                                                                          | Franciaország                                                                            | 0                                                                                        | 1                                                                                        | 0                                                                                        | 1        |
|                                                                                          |                                                                                          |                                                                                          |                                                                                          |                                                                                          |          |
| Összesen                                                                                 | Összesen                                                                                 | 14                                                                                       | 14                                                                                       | 14                                                                                       | 42       |

## Női
| A 2009. évi nyári európai ifjúsági olimpiai fesztivál érmesei női tornában |                                                                                  |                                                                           |                                                                                      |
| Versenyszám                                                                | Arany                                                                            | Ezüst                                                                     | Bronz                                                                                |
| Gerenda                                                                    | Románia Elena Amelia Racea · 14.650                                              | Oroszország Victoriya Komova · 14.650                                     | Hollandia Celine van Gerner · 13.800                                                 |
| Felemás korlát                                                             | Oroszország Victoriya Komova · 15.000                                            | Románia Elena Amelia Racea · 13.950                                       | Egyesült Királyság Nicole Hibbert · 13.950                                           |
| Talaj                                                                      | Oroszország Violetta Malikova · 14.125                                           | Románia Elena Amelia Racea · 14.050                                       | Románia Raluca Oana Haidu · 13.900                                                   |
| Ugrás                                                                      | Románia Elena Amelia Racea · 14.487                                              | Hollandia Chahdi Naoual Ouazzani · 14.200                                 | Oroszország Victoriya Komova · 14.175                                                |
| Egyéni összetett                                                           | Oroszország Victoriya Komova · 57,300                                            | Románia Elena Amelia Racea · 55,800                                       | Hollandia Celine van Gerner · 55,200                                                 |
| Csapat összetett                                                           | Oroszország · Victoriya Komova · Violetta Malikova · Tatiana Solovyeva · 113.150 | Románia · Raluca Oana Haidu · Elena Amelia Racea · Diana Trenca · 111.250 | Hollandia · Chahdi Naoual Ouazzani · Lisa van den Burg · Celine van Gerner · 110.600 |

## Férfi
| A 2009. évi nyári európai ifjúsági olimpiai fesztivál érmesei férfi tornában |                                                                              |                                                               |                                                                                             |
| Versenyszám                                                                  | Arany                                                                        | Ezüst                                                         | Bronz                                                                                       |
| Nyujtó                                                                       | Egyesült Királyság Maximillian Bennett · 13.350                              | Bulgária Velislav Valchev · 13.200                            | Svájc Oliver Hegi · 13.050                                                                  |
| Korlát                                                                       | Egyesült Királyság Sam Oldham · 13.775                                       | Belgium Thomas Neuteleers · 13.600                            | Svájc Oliver Hegi · 13.525                                                                  |
| Talaj                                                                        | Oroszország David Belyavskiy · 14.225                                        | Románia Andrei Vasile Muntean · 14.050                        | Svájc Pablo Brägger · 13.650                                                                |
| Lólengés                                                                     | Egyesült Királyság Sam Oldham · 13.775                                       | Oroszország Igor Pakhomenko · 13.450                          | Ukrajna Maksym Semyankiv · 13.400                                                           |
| Gyűrű                                                                        | Oroszország David Belyavskiy · 13.875                                        | Ukrajna Mykyta Yermak · 13.800                                | Oroszország Igor Pakhomenko · 13.700                                                        |
| Ugrás                                                                        | Belgium Tomas Thys · 14.962                                                  | Franciaország Jim Zona · 14.900                               | Svájc Pablo Brägger · 14.862                                                                |
| Egyéni összetett                                                             | Oroszország David Belyavskiy · 82,150                                        | Románia Andrei Vasile Muntean · 80,650                        | Oroszország Igor Pakhomenko · 80,500                                                        |
| Csapat összetett                                                             | Oroszország · Mikhail Andreev · David Belyavskiy · Igor Pakhomenko · 164.150 | Svájc · Pablo Brägger · Oliver Hegi · Michael Meier · 162.800 | Románia · Adelin Ladislau Kotrong · Andrei Vasile Muntean · Ioan Laurentiu Nistor · 159.200 |